# 18 Miles Out
«18 Millas de Distancia» —título original en inglés: «18 Miles Out»— es el décimo episodio de la segunda temporada de la serie de televisión posapocalíptica The Walking Dead. Se estrenó por AMC en Estados Unidos el 26 de febrero de 2012. En el episodio, Rick Grimes (Andrew Lincoln) y Shane Walsh (Jon Bernthal) debate sobre el destino de Randall (Michael Zegen), lo que lleva a una batalla física entre los dos. Mientras tanto, los sobrevivientes en la granja de Greene lidian con el comportamiento suicida de Beth Greene (Emily Kinney).
Gimple agregó la escena culminante de la lucha de Rick y Shane en el guion del episodio, mientras que Dickerson colaboró con el coordinador de especialistas Lonnie Smith, Jr. en la coreografía. Se usó una motocicleta de 800 libras en la secuencia, que se aligeró al vaciar el tanque de gasolina. "18 Miles Out" presenta apariciones recurrentes de varios actores y actrices, incluyendo a Lauren Cohan (Maggie), Emily Kinney (Beth Greene) y Michael Zegen (Randall Culver).
"18 Miles Out" fue bien recibido por una serie de comentaristas de televisión, que elogiaron la historia y el desarrollo del personaje. Tras la emisión, alcanzó 7,04 millones de espectadores y una calificación de 3,8 en el grupo demográfico de 18-49, según Nielsen ratings. El episodio se convirtió en la segunda transmisión de televisión por cable más vista del momento, así como en el segundo programa de televisión por cable más visto de la semana.

## Trama
Ha trascurrido una semana y Randall, el adolescente que Rick Grimes rescató, se ha recuperado completamente de su lesión en la pierna. Rick y Shane Walsh lo atan, lo amordazan con cinta adhesiva y le vendan los ojos, con planes de dejarlo en una escuela a 18 millas de la granja. En el camino, Rick confronta a Shane sobre lo que Lori le ha dicho, incluyendo la atracción de Shane por Lori y la participación de Shane en la muerte de Otis.
En la escuela, encuentran un edificio seguro y dejan a Randall allí con un cuchillo. Cuando se van, Randall suplica que los acepte de regreso y luego dice que había ido a la escuela con Maggie Greene y que conoce a su padre Hershel, lo que sugiere que conoce la ubicación de la granja. Shane se prepara para matar a Randall, pero Rick lo derriba. Durante la pelea que sigue, Rick puede derrotar a Shane, quien enojado rompe una ventana que libera una horda de caminantes en el edificio. Shane se pone a salvo en un autobús escolar mientras Rick rescata a Randall de regreso a su vehículo. Después de contemplar dejando a Shane, Rick regresa para ayudar a Shane a ponerse a salvo también. Vuelven a atar y amordazar a Randall y regresan con él a la granja. Rick le dice a Shane que deberá seguir sus órdenes para seguir siendo parte del grupo.
En la granja, Lori, Maggie y Andrea están cuidando a Beth, la hermana menor de Maggie, que ahora está consciente. Maggie le confiesa que Glenn ha perdido la confianza porque siente que su relación le hizo perder la concentración en el tiroteo en el bar, por lo que Lori le aconseja que haga que Glenn sea "un hombre". Las mujeres finalmente se dan cuenta de que Beth se ha vuelto suicida y la ponen bajo vigilancia de suicidio. Lori y Andrea discuten; Andrea cree que la decisión de seguir con vida debería ser responsabilidad exclusiva de Beth, mientras que Lori no está de acuerdo; Andrea y Lori se critican mutuamente en el proceso.
Luego, Andrea procede a asumir la responsabilidad de Beth, después de convencer a Maggie de que se tome un descanso. Encierra a Beth dentro de la habitación, abre la puerta del baño y deja a Beth sola para que tome su propia decisión. Ella advierte que el dolor nunca desaparecerá, "pero hay que dejarle espacio". Beth intenta suicidarse usando un fragmento de espejo roto utilizandolo para cortarse la muñeca, pero Maggie y Lori logran abrir la puerta del baño a tiempo para salvar a Beth, que está sangrando profusamente pero relativamente bien. Andrea regresa a la casa para ver cómo está Beth y se enfrenta a Maggie furiosa. Andrea razona que le permitió a Beth explorar sus opciones y Beth ahora está más convencida de que nunca de que el suicidio no es una opción. Maggie condena las acciones de Andrea y le prohíbe volver a poner un pie dentro de la casa.

## Producción
Jeffrey DeMunn (Dale Horvath), Steven Yeun (Glenn Rhee), Chandler Riggs (Carl Grimes) y Norman Reedus (Daryl Dixon) no aparecen en este episodio, aunque son acreditados en los créditos de apertura.
"18 Miles Out" fue dirigida por Ernest Dickerson y coescrita por Scott M. Gimple y en el guion principal fue escrito por Glen Mazzara. La historia entre Rick Grimes y Shane Walsh alcanza un clímax en "18 Miles Out", en el que los dos hombres entran en una acalorada discusión, finalmente participando en una confrontación física. Gimple concibió y escribió la escena en el guion del episodio. En la escena de la pelea, las peleas fueron coreografiadas.
Dickerson colaboró con Lonnie Smith, Jr., quien se desempeñó como coordinador de especialistas. Smith eligió dos dobles para demostrar y representar la escena de Lincoln y Bernthal para que pudieran duplicar la coreografía. Jeremy Connors interpretó a Rick, mientras que Trent Bry interpretó el papel de Shane. En la secuencia de lucha, Shane derriba una motocicleta sobre las piernas de Rick, inmovilizándolo temporalmente. La motocicleta pesaba aproximadamente 800 libras; para disminuir el peso del vehículo, Dickerson y su equipo vacían el tanque de gasolina. Esto se ensayó en los estudios de producción de la serie. Scalan Backus, el técnico de efectos especiales de The Walking Dead, manipuló el estribo del vehículo para evitar que se deslice y haga contacto con las piernas de los actores. Backus también agregó una varilla con un establo seguro para dar más espacio a los actores y aumentar la altura de la motocicleta desde el suelo. Los camarógrafos filmaron los disparos en ángulo, creando la ilusión de que el vehículo golpeó las piernas de los actores. El escritor principal Robert Kirkman resumió a raíz de la confrontación:
Mientras regresa a la granja de Hershel, Shane mira a un caminante en un campo abandonado. Kirkman afirmó que el caminante simboliza el creciente alcance del virus zombie. "Realmente solo estamos tratando de demostrar que ese tipo de cosas son ineludibles", dijo. "Estás conduciendo por la calle, miras y, Oh, ahí tienes, hay un zombi. Estamos tratando de demostrar que este mundo se está volviendo cada vez más poblado por zombis. Nuestro pensamiento es que grandes centros de población como Atlanta son realmente donde comenzó el corazón de esto y cuando [Rick y la tripulación] se mudaron a la granja de Hershel no lo hicieron Realmente me encuentro con muchos caminantes porque se están mudando del centro de la ciudad a un ritmo más rápido que la población zombi. Y esa población de zombis está empezando a ponerse al día con ellos. El área se está volviendo cada vez más densa con los caminantes".
Lori Grimes acusa a Andrea de participar muy poco en tareas domésticas. Kirkman admitió que desde el inicio del apocalipsis zombi, muchos de los personajes han vuelto a los roles de género tradicionales; "Lori está realmente agravada por un montón de cosas y está arremetiendo. Hablaba en serio y quiere que Andrea aumente su peso, ciertas personas están atrapadas en ciertas tareas y hasta cierto punto la gente está retrocediendo a roles de género tradicionales debido a cómo este mundo de supervivencia parece funcionar. Lori tiene muchas cosas en marcha, por lo que definitivamente se comportará de manera irracional a veces, mientras intenta lidiar con el embarazo y el conflicto entre Rick y Shane, así como lidiar con el hecho de que Rick estaba de nuevo en la carretera. Está pasando por muchas cosas ".